# Fabio Liverani
Fabio Liverani (Roma, 29 aprile 1976) è un allenatore di calcio ed ex calciatore italiano, di ruolo centrocampista, tecnico della Ternana.
Nel corso della carriera di calciatore ha legato il proprio nome a quello di svariate squadre di Serie A, tra cui Lazio, Fiorentina e Palermo, riuscendo a vincere in quindici anni una Coppa Italia (2003-2004) e un campionato di Serie C2. A livello personale, da allenatore, ha vinto la Panchina d'argento nel 2018-2019 alla guida del Lecce, con il quale ha ottenuto la promozione in Serie A e ha vinto il campionato di Serie C.

## Biografia
Di padre italiano e madre somala rifugiata in Italia per sfuggire alla guerra, perde il padre Ezio nel 1991, all'età di 15 anni.
Dalla moglie Federica, conosciuta quando avevano 13 anni, ha avuto due figli, Mattia e Lucrezia. Separatosi successivamente, l'ex coniuge è deceduta il 20 settembre 2022 dopo una lunga malattia.
Tifoso della Roma in gioventù, si rese protagonista di un episodio che accese non poche polemiche tra i supporters biancocelesti. Nel 2001 Liverani, infatti, prese parte ai festeggiamenti in piazza dello scudetto dei giallorossi, venendo comunque successivamente ingaggiato dalla Lazio diventandone anche capitano.
Dal 2017 al 2022 è stato co - proprietario della Nuova Tor Tre Teste

## Caratteristiche tecniche

### Giocatore
È stato un giocatore molto preciso negli assist (con i quali mandava sovente a rete i suoi compagni di squadra), dotato di personalità, ma macchinoso nei movimenti.
Ha ricoperto il ruolo di regista davanti alla difesa.

### Allenatore
Nella sua esperienza al Lecce ha utilizzato prevalentemente il 4-3-1-2, mentre nei precedenti incarichi con Genoa e Leyton Orient ha adoperato rispettivamente il 4-3-3 e il 4-4-2. Ha dichiarato che i suoi modelli sono Roberto Mancini, Serse Cosmi, Cesare Prandelli e Delio Rossi.

## Carriera

### Giocatore

#### Club

##### Nocerina, Viterbese, Perugia

Liverani in azione alla Viterbese della stagione 1999-2000

Ha dato i primi calci al pallone nell'oratorio di Santa Maria Ausiliatrice, nel quartiere romano del Tuscolano. Dopo essere stato notato dai dirigenti della Romulea, è stato aggregato alla squadra di San Giovanni, in cui ha militato per quattro stagioni fino al trasferimento alla Lodigiani.
Dopo aver fornito positive prestazioni nelle giovanili di Lodigiani, Palermo, Napoli e Cagliari, ha mosso i primi passi da calciatore professionista nelle serie minori: dopo una breve esperienza alla Nocerina, ha militato, infatti, nella Viterbese, in Serie C, dal 1996 al 2000.
Notato dal Perugia di Luciano Gaucci, è stato prelevato dal club umbro nel 2000. Serse Cosmi lo ha fatto esordire in Serie A il 1º ottobre 2000 in Perugia-Lecce 1-1. Con il Grifo si è affermato quale uno dei migliori centrocampisti del campionato: le sue prestazioni, positive fin dalle prime partite, gli sono valse anche la convocazione in nazionale.

##### Lazio
All'inizio della sua seconda stagione con gli umbri, dopo sole due presenze in campionato, è stato acquistato dalla Lazio per 25 miliardi di lire più la compartecipazione di Emanuele Berrettoni; con la società biancoceleleste ha sottoscritto un contratto quinquennale per un ingaggio da circa 2 miliardi di lire a stagione.
Ha segnato la prima rete con la nuova squadra il 18 novembre 2001 a Udine nella partita contro l'Udinese, vinta per 4-1 dalla squadra capitolina. Si è ripetuto una settimana dopo, risultando decisivo in Lazio-Juventus (1-0).
A Roma gioca cinque stagioni disputando un totale di 126 partite di campionato e vincendo una Coppa Italia nella stagione 2003-2004. Diventato il capitano della squadra, a causa di alcuni dissidi con il presidente della Lazio Claudio Lotito decide di non rinnovare il contratto in scadenza con la società, lasciando quindi Roma al termine della stagione 2005-2006.

##### Fiorentina

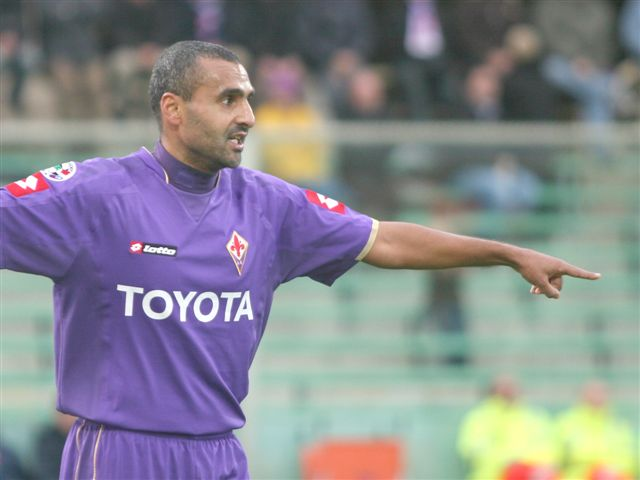
Liverani alla Fiorentina nel 2008

Nell'estate del 2006 viene ingaggiato dalla Fiorentina a parametro zero. In maglia viola gioca due stagioni raggiungendo nella seconda la semifinale di Coppa UEFA e il quarto posto che vale la qualificazione alla UEFA Champions League. Il 26 maggio 2008 la Fiorentina ufficializza la partenza di Liverani, ancora a parametro zero.

##### Palermo
Il 30 maggio 2008 il Palermo ufficializza l'ingaggio del giocatore, che firma un contratto triennale da 850 000 euro a stagione.
Il giocatore stesso ammette che il fatto di trovarsi a Palermo, dopo una difficile scelta tra rosanero ed Udinese, è anche merito del presidente Zamparini (che ha dichiarato che tra Liverani e Migliaccio preferirebbe che il capitano della squadra fosse un giocatore che dirige il gioco, quindi secondo lui Liverani, anche in virtù della partenza dell'ex capitano Barzagli).
Dopo un intero campionato giocato positivamente, il 17 maggio 2009 si infortuna nella partita casalinga contro la Lazio (2-0) terminando anzitempo la stagione con 33 presenze all'attivo. La diagnosi dell'infortunio è la lesione del menisco esterno e del legamento crociato anteriore del ginocchio destro. Operato il 25 maggio, l'intervento è perfettamente riuscito. In un anno è diventato uno dei giocatori chiave della formazione rosanero, guadagnando la stima dell'allenatore Davide Ballardini che lo ha definito «il più bravo giocatore mai avuto in quel ruolo».
Torna in campo il 7 novembre 2009, schierato nella sconfitta casalinga di campionato Primavera contro la Reggina (0-1), in cui viene sostituito al 65'. È quindi tornato a giocare con la massima formazione giovanile rosanero a quattordici anni di distanza dalla sua ultima apparizione.
Tornato dunque disponibile, viene privato dei gradi di capitano: il presidente Zamparini comunica, nella conferenza stampa del 20 novembre 2009, che il capitano della squadra resta Fabrizio Miccoli, ovvero colui che aveva svolto questo ruolo fin dall'inizio della stagione agonistica 2009-2010. La prima apparizione di Liverani in questa stagione arriva due giorni dopo, nel derby pareggiato 1-1 contro il Catania, in cui il giocatore entra all'82' al posto di Edinson Cavani nella partita della 13ª giornata di campionato, l'ultima prima del cambio alla guida dei rosanero: Delio Rossi sostituisce infatti Walter Zenga poche ore dopo l'incontro. Con il nuovo allenatore Liverani è titolare e colleziona in totale 23 presenze (21 in campionato e 2 in Coppa Italia).
In sua assenza il Palermo cambia spesso modulo di gioco, in quanto nessun giocatore presente nella rosa ha le sue stesse caratteristiche, soprattutto all'inizio della stagione 2010-2011; con l'affermazione da titolare del nuovo acquisto Armin Bačinovič, Liverani va in panchina. Il 30 settembre si infortuna, mentre il 14 ottobre viene diagnosticata una distrazione muscolare al gemello mediale della gamba destra. Il 28 novembre recupera da un infortunio. e dal 16 gennaio al 6 marzo 2011 rimane ai margini della squadra e, presa coscienza di essere fuori dalle strategie societarie, cerca di rescindere il contratto; ciò non avviene, e alla prima partita di Serse Cosmi, nel frattempo subentrato a Delio Rossi, torna ad essere preso in considerazione da quello che è stato il suo allenatore ai tempi del Perugia, venendo portato in panchina nella sfida persa per 2-0 in trasferta contro la Lazio e subentrando a Siniša Anđelković all'inizio del secondo tempo. Tornato Rossi sulla panchina rosanero, torna determinante e viene schierato titolare a quattro mesi e mezzo dalla partita contro la Roma, nella 32ª giornata disputata il 10 aprile 2011 e pareggiata per 2-2 in casa contro il Cesena. Chiude la stagione con 18 presenze suddivise fra campionato, Coppa Italia (persa in finale contro l'Inter per 3-1) ed Europa League. Alla fine della stessa, rimane svincolato.

##### Lugano
Il 30 agosto 2011 si accorda con gli svizzeri del Lugano, squadra della Challenge League con cui firma un contratto biennale, nonostante nell'estate del 2010 avesse dichiarato di volersi ritirare alla fine della stagione 2011-2012 e di intraprendere la carriera di allenatore.
La sua esperienza in Svizzera termina già nel mese di novembre, quando lascia la squadra senza aver collezionato presenze.

#### Nazionale
Ha esordito con la nazionale italiana il 25 aprile 2001 a Perugia, in Italia-Sudafrica (1-0), sotto la direzione del commissario tecnico Giovanni Trapattoni. Ha collezionato 3 presenze in azzurro: le prime due nel 2001 e l'ultima nel 2006, alla prima partita di Roberto Donadoni come CT. Di madre somala, è stato il primo giocatore di colore (o perlomeno il primo giocatore di chiare origini africane, se si considerano di colore alcuni oriundi sudamericani come Miguel Montuori) ad indossare la maglia della nazionale maggiore azzurra.

### Allenatore

#### Genoa
Il 14 novembre 2011 viene nominato allenatore degli Allievi Regionali B del Genoa, assistito da Fabio Barabino.
Nel 2012 ha fatto il corso di seconda categoria.
Nella stagione 2012-2013 allena gli Allievi Nazionali (classe 1996) del Genoa.
Designato come allenatore della prima squadra del Genoa per la stagione 2013-2014 dal presidente Enrico Preziosi in persona il 7 giugno 2013, non è stato inizialmente ammesso al Supercorso di Coverciano e quindi non poteva figurare come il reale allenatore della squadra, che risultava essere Roberto Murgita, poi suo vice. Il 17 luglio 2013 ottiene l'ammissione al corso e il 20 luglio viene presentato alla stampa come nuovo tecnico del Grifone. Il 15 settembre vince il derby contro la Sampdoria per 3-0. Il 29 settembre viene esonerato dopo una vittoria, un pareggio e cinque sconfitte (di cui quattro in campionato e una in Coppa Italia).

#### Leyton Orient
L'8 dicembre 2014 è stato ingaggiato dal Leyton Orient del proprietario italiano Francesco Becchetti dove sostituisce l'esonerato Kevin Nugent; la squadra milita nella Football League One, la terza lega inglese. Il 13 maggio 2015, dopo la retrocessione della squadra in Football League Two, lascia il club inglese insieme agli assistenti Maurizio Cantarelli e Marcello Donatelli.

#### Ternana
Il 6 marzo 2017, dopo quasi due anni di inattività, subentra sulla panchina della Ternana, in ultima posizione nella classifica di Serie B, al posto dell'esonerato Carmine Gautieri. Al debutto vince per 2-1 lo scontro diretto contro il Trapani, raggiungendolo a 26 punti, a cinque punti dal quart'ultimo posto. Conduce la squadra alla salvezza, con 49 punti nella classifica finale, al diciottesimo posto, nella zona play-out (non disputati a seguito dell'eliminazione diretta dei granata siciliani). Al termine della stagione non viene però confermato dalla nuova proprietà della squadra umbra.

#### Lecce
Il 17 settembre 2017 subentra sulla panchina del Lecce, in Serie C, al posto del dimissionario Roberto Rizzo, che a sua volta era stato sostituito ad interim dal vice Primo Maragliulo per la sola conduzione della quarta giornata. Si accorda con il club salentino con un contratto biennale e conduce i giallorossi, con una serie di 22 risultati utili consecutivi, alla vittoria del campionato, riuscendo a ottenere la promozione in Serie B con un turno di anticipo, dopo sei stagioni consecutive trascorse dal club in terza serie.
Anche la stagione seguente del Lecce di Liverani è memorabile: la squadra salentina, partita con l'obiettivo della salvezza in Serie B, si rivela già dalle prime giornate una concorrente per i primi posti della classifica e, superando le aspettative, consegue infine la promozione diretta in Serie A con 66 punti, che valgono il secondo posto in campionato. Liverani diviene, dopo Gian Piero Ventura, il secondo allenatore del Lecce capace di portare la squadra al doppio salto dalla Serie C alla Serie A in soli due anni. Il successo vale inoltre al tecnico romano il premio Panchina d'argento per la stagione 2018-2019. L'annata 2019-2020 vede il Lecce di Liverani lottare per evitare la retrocessione: malgrado i salentini riescano a chiudere il girone d'andata un punto sopra la “zona rossa”, saranno poi scavalcati dal Genoa, non riuscendo a evitare la caduta in Serie B, sancita all'ultima giornata dal terzultimo posto in graduatoria.
Il 19 agosto 2020 viene sollevato dalla guida tecnica della squadra a seguito di contrasti con la dirigenza, dovuti alla riluttanza del tecnico ad intraprendere una nuova stagione nel campionato cadetto.

#### Parma
Il 28 agosto 2020 viene ufficializzato il suo passaggio al Parma, con cui il tecnico firma un contratto biennale valido fino al 30 giugno 2022. Il 7 gennaio 2021, dopo aver raccolto soltanto 2 vittorie in 17 partite di campionato, viene sollevato dall'incarico, lasciando la squadra al 17º posto in classifica.

#### Cagliari, Salernitana e Ternana
L'8 giugno 2022 diventa il nuovo allenatore del Cagliari, in Serie B, firmando un contratto annuale con opzione di rinnovo in caso di promozione in massima serie. Il 20 dicembre dello stesso anno, dopo la sconfitta per 2-1 contro il Palermo e con i sardi al 14º posto con 22 punti messi insieme in 18 partite, viene esonerato.
L'11 febbraio 2024, dopo un anno senza squadra, torna ad allenare assumendo la guida tecnica della Salernitana ultima in Serie A, in sostituzione dell'esonerato Filippo Inzaghi. Il 19 marzo seguente, dopo aver conquistato un punto in cinque gare e con la squadra ancora all'ultimo posto, viene esonerato e sostituito da Stefano Colantuono.
Il 6 febbraio 2025 viene inizialmente ufficializzato il suo ritorno dopo otto anni alla Ternana, in Serie C, in sostituzione dell'esonerato Ignazio Abate; tuttavia, il giorno successivo, la società umbra torna sui propri passi, rettificando la decisione. Viene poi ingaggiato ufficialmente il 1° aprile seguente, prendendo il posto dello stesso Abate  che lascia la squadra al secondo posto a cinque punti dalla capolista Entella quando mancano quattro giornate al termine del campionato. Le sconfitte degli umbri con Carpi e Milan Futuro fanno sì che l’Entella sia promossa prima di giocare la terzultima giornata. La prima e unica vittoria nella stagione regolare arriva il 23 aprile contro la Pianese per 2-0. Ai play-off invece la squadra di Liverani raggiunge la finale perdendola ai rigori contro il Pescara.

## Statistiche

### Presenze e reti nei club
| Stagione          | Squadra           | Campionato        | Campionato | Campionato | Coppe nazionali | Coppe nazionali | Coppe nazionali | Coppe continentali | Coppe continentali | Coppe continentali | Altre coppe | Altre coppe | Altre coppe | Totale | Totale |
| Stagione          | Squadra           | Comp              | Pres       | Reti       | Comp            | Pres            | Reti            | Comp               | Pres               | Reti               | Comp        | Pres        | Reti        | Pres   | Reti   |
| ----------------- | ----------------- | ----------------- | ---------- | ---------- | --------------- | --------------- | --------------- | ------------------ | ------------------ | ------------------ | ----------- | ----------- | ----------- | ------ | ------ |
| lug.-dic. 1996    | Nocerina          | C1                | 2          | 0          | CI-C            | ?               | ?               | -                  | -                  | -                  | -           | -           | -           | 2+     | 0+     |
| gen.-giu. 1997    | Viterbese         | C2                | 17         | 4          | CI-C            | ?               | ?               | -                  | -                  | -                  | -           | -           | -           | 17+    | 4+     |
| 1997-1998         | Viterbese         | C2                | 31         | 6          | CI-C            | ?               | ?               | -                  | -                  | -                  | -           | -           | -           | 31+    | 6+     |
| 1998-1999         | Viterbese         | C2                | 31         | 4          | CI-C            | ?               | ?               | -                  | -                  | -                  | -           | -           | -           | 31+    | 4+     |
| 1999-2000         | Viterbese         | C1                | 25         | 4          | CI-C            | ?               | ?               | -                  | -                  | -                  | -           | -           | -           | 25+    | 4+     |
| Totale Viterbese  | Totale Viterbese  | Totale Viterbese  | 104        | 18         |                 | ?               | ?               |                    | -                  | -                  |             | -           | -           | 104+   | 18+    |
| 2000-2001         | Perugia           | A                 | 30         | 2          | CI              | 2               | 0               | Int                | 1                  | 0                  | -           | -           | -           | 33     | 2      |
| lug.-set. 2001    | Perugia           | A                 | 2          | 1          | CI              | 1               | 0               | -                  | -                  | -                  | -           | -           | -           | 3      | 1      |
| Totale Perugia    | Totale Perugia    | Totale Perugia    | 32         | 3          |                 | 3               | 0               |                    | 1                  | 0                  |             | -           | -           | 36     | 3      |
| 2001-2002         | Lazio             | A                 | 26         | 2          | CI              | 1               | 0               | UCL                | -                  | -                  | -           | -           | -           | 27     | 2      |
| 2002-2003         | Lazio             | A                 | 21         | 0          | CI              | 5               | 0               | CU                 | 8                  | 0                  | -           | -           | -           | 34     | 0      |
| 2003-2004         | Lazio             | A                 | 26         | 2          | CI              | 7               | 2               | UCL                | 6                  | 0                  | -           | -           | -           | 39     | 4      |
| 2004-2005         | Lazio             | A                 | 24         | 1          | CI              | 2               | 0               | CU                 | 3                  | 2                  | SI          | 1           | 0           | 30     | 3      |
| 2005-2006         | Lazio             | A                 | 29         | 1          | CI              | 2               | 0               | Int                | 4                  | 0                  | -           | -           | -           | 35     | 1      |
| Totale Lazio      | Totale Lazio      | Totale Lazio      | 126        | 6          |                 | 17              | 2               |                    | 21                 | 2                  |             | 1           | 0           | 165    | 10     |
| 2006-2007         | Fiorentina        | A                 | 36         | 1          | CI              | 2               | 0               | -                  | -                  | -                  | -           | -           | -           | 38     | 1      |
| 2007-2008         | Fiorentina        | A                 | 28         | 0          | CI              | 1               | 0               | CU                 | 10                 | 1                  | -           | -           | -           | 39     | 1      |
| Totale Fiorentina | Totale Fiorentina | Totale Fiorentina | 64         | 1          |                 | 3               | 0               |                    | 10                 | 1                  |             | -           | -           | 77     | 2      |
| 2008-2009         | Palermo           | A                 | 33         | 0          | CI              | 1               | 0               | -                  | -                  | -                  | -           | -           | -           | 34     | 0      |
| 2009-2010         | Palermo           | A                 | 21         | 0          | CI              | 2               | 0               | -                  | -                  | -                  | -           | -           | -           | 23     | 0      |
| 2010-2011         | Palermo           | A                 | 12         | 0          | CI              | 1               | 0               | UEL                | 5                  | 0                  | -           | -           | -           | 18     | 0      |
| Totale Palermo    | Totale Palermo    | Totale Palermo    | 66         | 0          |                 | 4               | 0               |                    | 5                  | 0                  |             | -           | -           | 75     | 0      |
| ago.-nov. 2011    | Lugano            | CL                | 0          | 0          | CS              | 0               | 0               | -                  | -                  | -                  | -           | -           | -           | 0      | 0      |
| Totale carriera   | Totale carriera   | Totale carriera   | 394        | 28         |                 | 27+             | 2+              |                    | 37                 | 3                  |             | 1           | 0           | 459+   | 33+    |

### Cronologia presenze e reti in nazionale
| Cronologia completa delle presenze e delle reti in nazionale ― Italia | Cronologia completa delle presenze e delle reti in nazionale ― Italia | Cronologia completa delle presenze e delle reti in nazionale ― Italia | Cronologia completa delle presenze e delle reti in nazionale ― Italia | Cronologia completa delle presenze e delle reti in nazionale ― Italia | Cronologia completa delle presenze e delle reti in nazionale ― Italia | Cronologia completa delle presenze e delle reti in nazionale ― Italia | Cronologia completa delle presenze e delle reti in nazionale ― Italia |
| Data                                                                  | Città                                                                 | In casa                                                               | Risultato                                                             | Ospiti                                                                | Competizione                                                          | Reti                                                                  | Note                                                                  |
| --------------------------------------------------------------------- | --------------------------------------------------------------------- | --------------------------------------------------------------------- | --------------------------------------------------------------------- | --------------------------------------------------------------------- | --------------------------------------------------------------------- | --------------------------------------------------------------------- | --------------------------------------------------------------------- |
| 25-4-2001                                                             | Perugia                                                               | Italia                                                                | 1 – 0                                                                 | Sudafrica                                                             | Amichevole                                                            | -                                                                     | 46’                                                                   |
| 5-9-2001                                                              | Piacenza                                                              | Italia                                                                | 1 – 0                                                                 | Marocco                                                               | Amichevole                                                            | -                                                                     | 55’                                                                   |
| 16-8-2006                                                             | Livorno                                                               | Italia                                                                | 0 – 2                                                                 | Croazia                                                               | Amichevole                                                            | -                                                                     | 58’                                                                   |
| Totale                                                                |                                                                       | Presenze                                                              | 3                                                                     |                                                                       | Reti                                                                  | 0                                                                     |                                                                       |

### Statistiche da allenatore
Statistiche aggiornate al 7 giugno 2025. In grassetto le competizioni vinte.
| Stagione        | Squadra         | Campionato      | Campionato | Campionato | Campionato | Campionato | Coppe nazionali | Coppe nazionali | Coppe nazionali | Coppe nazionali | Coppe nazionali | Coppe continentali | Coppe continentali | Coppe continentali | Coppe continentali | Coppe continentali | Altre coppe | Altre coppe | Altre coppe | Altre coppe | Altre coppe | Totale | Totale | Totale | Totale | % Vittorie | Piazzamento       |
| Stagione        | Squadra         | Comp            | G          | V          | N          | P          | Comp            | G               | V               | N               | P               | Comp               | G                  | V                  | N                  | P                  | Comp        | G           | V           | N           | P           | G      | V      | N      | P      | %          | Piazzamento       |
| --------------- | --------------- | --------------- | ---------- | ---------- | ---------- | ---------- | --------------- | --------------- | --------------- | --------------- | --------------- | ------------------ | ------------------ | ------------------ | ------------------ | ------------------ | ----------- | ----------- | ----------- | ----------- | ----------- | ------ | ------ | ------ | ------ | ---------- | ----------------- |
| lug.-set. 2013  | Genoa           | A               | 6          | 1          | 1          | 4          | CI              | 1               | 0               | 1               | 0               | -                  | -                  | -                  | -                  | -                  | -           | -           | -           | -           | -           | 7      | 1      | 2      | 4      | 14,29      | Eson.             |
| dic. 2014-2015  | Leyton Orient   | FL1             | 27         | 8          | 6          | 13         | FACup+CdL       | -               | -               | -               | -               | -                  | -                  | -                  | -                  | -                  | FLT         | -           | -           | -           | -           | 27     | 8      | 6      | 13     | 29,63      | Sub., 23º (retr.) |
| mar.-giu. 2017  | Ternana         | B               | 13         | 8          | 2          | 3          | CI              | -               | -               | -               | -               | -                  | -                  | -                  | -                  | -                  | -           | -           | -           | -           | -           | 13     | 8      | 2      | 3      | 61,54      | Sub., 18º         |
| set. 2017-2018  | Lecce           | C               | 32         | 19         | 10         | 3          | CI+CI-C         | 0+3             | 2               | 0               | 1               | -                  | -                  | -                  | -                  | -                  | SC-C        | 2           | 0           | 0           | 2           | 37     | 21     | 10     | 6      | 56,76      | Sub., 1º (prom.)  |
| 2018-2019       | Lecce           | B               | 36         | 19         | 9          | 8          | CI              | 2               | 1               | 0               | 1               | -                  | -                  | -                  | -                  | -                  | -           | -           | -           | -           | -           | 38     | 20     | 9      | 9      | 52,63      | 2º (prom.)        |
| 2019-2020       | Lecce           | A               | 38         | 9          | 8          | 21         | CI              | 2               | 1               | 0               | 1               | -                  | -                  | -                  | -                  | -                  | -           | -           | -           | -           | -           | 40     | 10     | 8      | 22     | 25,00      | 18º (retr.)       |
| Totale Lecce    | Totale Lecce    | Totale Lecce    | 106        | 47         | 27         | 32         |                 | 7               | 4               | 0               | 3               |                    | -                  | -                  | -                  | -                  |             | 2           | 0           | 0           | 2           | 115    | 51     | 27     | 37     | 44,35      |                   |
| 2020-gen. 2021  | Parma           | A               | 16         | 2          | 6          | 8          | CI              | 2               | 2               | 0               | 0               | -                  | -                  | -                  | -                  | -                  | -           | -           | -           | -           | -           | 18     | 4      | 6      | 8      | 22,22      | Eson.             |
| ago.-dic. 2022  | Cagliari        | B               | 18         | 5          | 7          | 6          | CI              | 2               | 1               | 0               | 1               | -                  | -                  | -                  | -                  | -                  | -           | -           | -           | -           | -           | 20     | 6      | 7      | 7      | 30,00      | Eson.             |
| feb.-mar. 2024  | Salernitana     | A               | 5          | 0          | 1          | 4          | CI              | -               | -               | -               | -               | -                  | -                  | -                  | -                  | -                  | -           | -           | -           | -           | -           | 5      | 0      | 1      | 4      | &0,00      | Sub., Eson.       |
| apr.-giu. 2025  | Ternana         | C               | 4+6        | 1+3        | 1+1        | 2+2        | CI-C            | -               | -               | -               | -               | -                  | -                  | -                  | -                  | -                  | -           | -           | -           | -           | -           | 10     | 4      | 2      | 4      | 40,00      | Sub., 2º          |
| 2025-2026       | Ternana         | C               | 0          | 0          | 0          | 0          | CI+CI-C         | 1+0             | 0+0             | 0+0             | 1+0             | -                  | -                  | -                  | -                  | -                  | -           | -           | -           | -           | -           | 1      | 0      | 0      | 1      | &0,00      | in corso          |
| Totale Ternana  | Totale Ternana  | Totale Ternana  | 23         | 12         | 4          | 7          |                 | 1               | 0               | 0               | 1               |                    | -                  | -                  | -                  | -                  |             | -           | -           | -           | -           | 24     | 12     | 4      | 8      | 50,00      |                   |
| Totale carriera | Totale carriera | Totale carriera | 201        | 75         | 52         | 74         |                 | 13              | 7               | 1               | 5               |                    | -                  | -                  | -                  | -                  |             | 2           | 0           | 0           | 2           | 216    | 82     | 53     | 81     | 37,96      |                   |

## Palmarès

### Giocatore

#### Club

##### Competizioni nazionali
- Serie C2: 1

Viterbese: 1998-1999
- Coppa Italia: 1

Lazio: 2003-2004

### Allenatore

#### Club

##### Competizioni nazionali
- Serie C: 1

Lecce: 2017-2018 (girone C)

#### Individuale
- Panchina d'argento: 1

2018-2019